# Saures Natriumaluminiumphosphat
Saures Natriumaluminiumphosphat (kurz auch SALP) ist ein Lebensmittelzusatzstoff, der in der Europäischen Union als E 541 zugelassen ist. Er kommt unter anderem bei der Herstellung von Biskuitgebäck zum Einsatz.

## Beschreibung
Bei diesem Zusatzstoff handelt es sich um einen Abkömmling der Phosphorsäure (E 338), der als weißes geruchloses Pulver vorliegt und unlöslich in Wasser ist. Er besteht aus den Formen Trinatriumdialuminiumpentadecahydrogenoctaphosphat (Na3Al2H15(PO4)8 mit der CAS-Nummer 10305-76-7) und Natriumtrialuminiumtetradecahydrogenoctaphosphattetrahydrat (NaAl3H14(PO4)8·4H2O mit der CAS-Nummer 7785-88-8).

## Verwendung

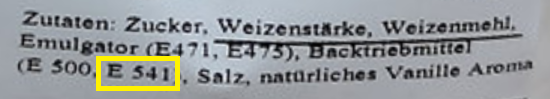
Zutatenliste mit präziser Inhaltsstoffangabe von Natriumaluminiumphosphat mit E-Nummer

Das Natriumaluminiumphosphat fungiert als Backtriebmittel, Trennmittel und Säureregulator. In der Lebensmittelindustrie darf es bei der Herstellung von Scones und Biskuitgebäck verwendet werden. Auf der Zutatenliste kann dieser Zusatzstoff auch als Phosphat oder unter Angabe der E-Nummer deklariert werden.

## Rechtliche Situation
In der Europäischen Union sind die Lebensmittelzusatzstoffe gemäß dem Anhang II der Verordnung (EG) Nr. 1333/2008 (Stand August 2021) sowie in der Schweiz, gemäß der Zusatzstoffverordnung (ZuV) (Stand: Juli 2020) aufgelistet. Das Natriumaluminiumphosphat ist weiterhin für Scones und Biskuitgebäck zugelassen. Es gilt eine Höchstmengenbeschränkung von einem Gramm Zusatzstoff pro Kilogramm Lebensmittel.

## Gesundheitliche Risiken
Das Natriumaluminiumphosphat zählt zu den umstrittenen Lebensmittelzusatzstoffen. Es gilt in geringen Mengen jedoch als unbedenklich. Es wurde eine erlaubte Tagesdosis von 7 Milligramm des Phosphats pro Kilogramm Körpergewicht festgelegt.